# النا کارپوچینا
النا کارپوچینا (به انگلیسی: Elena Karpuchina) ژیمناست زادهٔ ۲۱ مارس ۱۹۵۱ میلادی اهل کشور شوروی است.